# Perizoma obscura
Perizoma obscura là một loài bướm đêm trong họ Geometridae.